# Longzhouacris mirabilis
Longzhouacris mirabilis är en insektsart som beskrevs av Liu, Zhiwei och B. Li 1995. Longzhouacris mirabilis ingår i släktet Longzhouacris och familjen gräshoppor. Inga underarter finns listade i Catalogue of Life.